# Antíloco

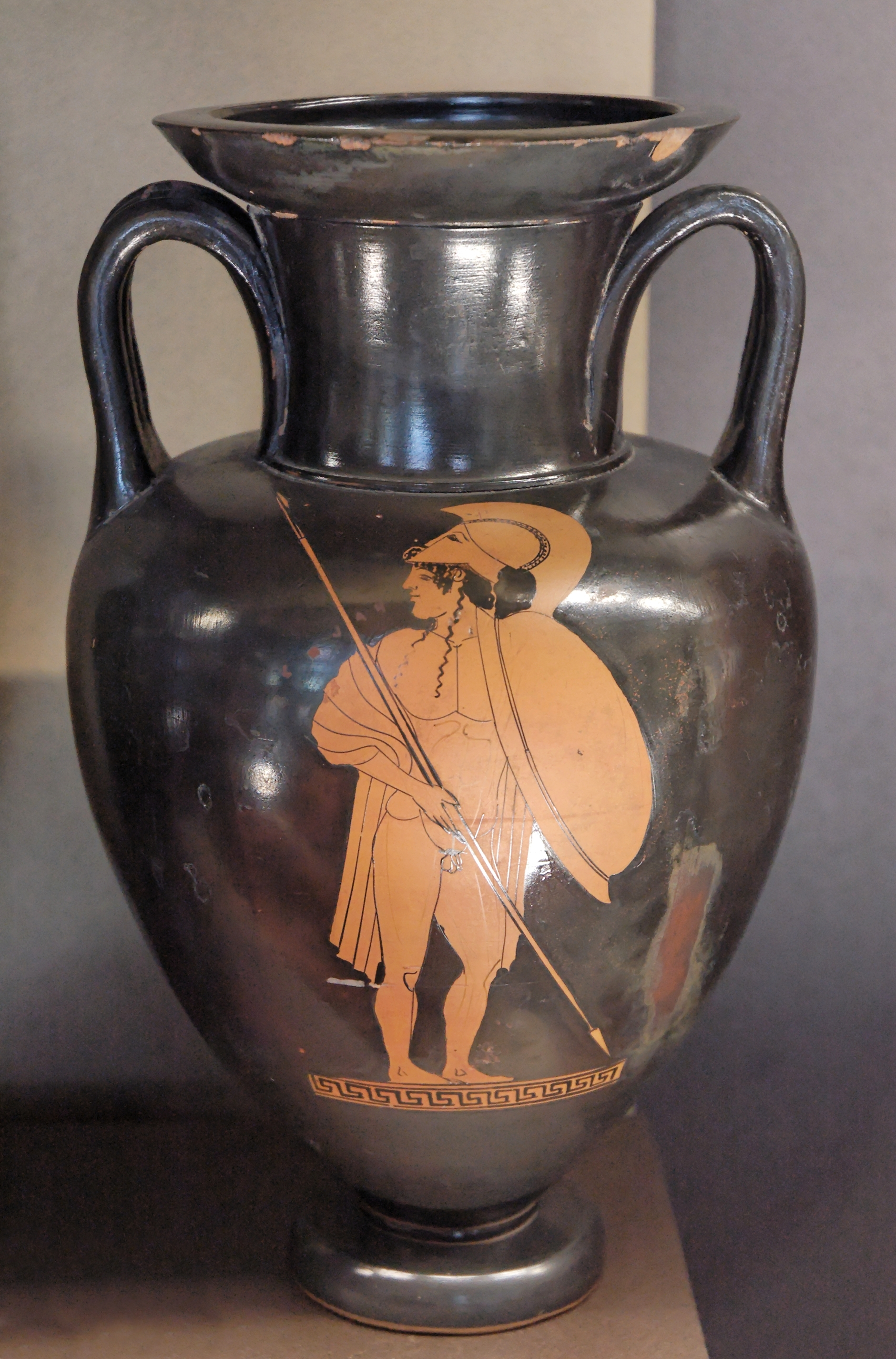
Representación de Antíloco en un ánfora.

En la mitología griega, Antíloco (en griego Ἀντίλοχος Antílokhos) es un personaje de la Ilíada. Era hijo de Néstor y acudió con su padre a la guerra de Troya. Fue el encargado de dar la noticia del fallecimiento de Patroclo a Aquiles. Murió a manos de Memnón mientras le cubría la retirada a Néstor.
Sus cenizas fueron colocadas junto a las de Aquiles y Patroclo. Los tres amigos se reencontraron en la isla de las Serpientes (o isla Blanca) del mar Negro.